# Komňa
Komňa (en allemand : Komna) est une commune du district d'Uherské Hradiště, dans la région de Zlín, en République tchèque. Sa population s'élevait à 561 habitants en 2020.

## Géographie
Komňa se trouve à 24 km à l'est-sud-est de Zlín, à 29 km à l'est d'Uherské Hradiště, à 90 km à l'est-sud-est de Brno et à 272 km au sud-est de Prague.
La commune est limitée par Záhorovice au nord, par Bojkovice à l'est, par Vápenice au sud, par Bystřice pod Lopeníkem à l'ouest et par Nezdenice au nord-ouest.

## Histoire
La première mention écrite du village date de 1385. Komňa est la patrie des ancêtres de Comenius.